# 高嶺朝一
高嶺 朝一（たかみね ともかず、1943年-）は、日本のジャーナリスト。T & CT Office代表、前琉球新報社社長。沖縄県那覇市出身。

## 経歴
1943年那覇市に生まれる。西南学院大学文学部英文科、同文学専攻科を卒業後、1970年に琉球新報社に入社する。編集局長や論説委員長などを経て2008年に琉球新報社社長に就任。琉球新報社の100％子会社である週刊レキオ社の代表取締役会長（非常勤）も兼職。2010年6月に退任し、T & CT Office設立。軍事研究家でもあり琉球文化圏や沖縄の基地問題、戦争とメディア等に関して講演や著書などがある。
編集局長時代の2000年には沖縄サミットが開催された。沖縄県サミット推進県民会議主催のサミットフォーラムでは基地の整理縮小に関して「強者の安全保障政策という理屈は考えず、ストレートに米軍基地はノーということを外側に発信する必要がある」と意見を述べている。
「九条の会」傘下の「マスコミ九条の会」呼びかけ人を務めている。
日本による対韓輸出優遇撤廃に反対する、＜声明＞「韓国は「敵」なのか」呼びかけ人の1人。

## 著書
- 知られざる沖縄の米兵―米軍基地15年の取材メモから（1984年）